# Highway Rider
Highway Rider is een album bestaande uit een dubbel-CD van de Amerikaanse pianist/componist Brad Mehldau dat verscheen op 16 maart 2010. Het album is opgenomen van 16 tot 28 februari 2009 in de Ocean Wood Studios, Hollywood (Californië, Verenigde Staten).

## Achtergrond
Bij het maken van dit album werkte Mehldau voor de tweede maal samen met producer Jon Brion, die ook het eerdere album Largo produceerde. Net als bij het album Largo, combineert Mehldau in Highway Rider zijn trio (met Larry Grenadier op basgitaar en Jeff Ballard op drums) met Joshua Redman op saxofoon, Matt Chamberlain op drums en een kamerorkest onder leiding van Dan Coleman.
Alle composities en orkestraties op dit album zijn van Mehldau zelf. Het orkestreren met een kamerorkest was een grote uitdaging voor hem. Mehldau heeft aangegeven ter voorbereiding zich te hebben verdiept in werken van romantische componisten als Brahms, Strauss en Tsjaickovski en orkestraties/arrangementen van François Rauber voor Jacques Brel en Bob Alcivar voor Tom Waits. De nummers waarin het kamerorkest meespeelt zijn zo veel mogelijk tegelijk met de Jazzmusici ingespeeld, om te voorkomen dat er een jazznummer wordt gespeeld waar het orkest later een sausje overheen doet (door de dirigent smalend "discostrijkers" genoemd). 

## Album
Highway Rider is een conceptalbum waarin de nummers gegroepeerd zijn rond het thema van de (levens- of muzikale) reis. In de muziek is de pianostijl van Mehldau goed herkenbaar, en speelt ook de saxofoon van Redman een prominente rol, wat culmineert in het duet Old West. Muzikaal kun je een reis tussen jazz, klassieke muziek en ook minimal music herkennen, in een spannende afwisseling.
Het album stond in maart 2010 in Nederland twee weken in de album top 100, met 83 als hoogste positie.

## Nummers
CD 1 (41:15)
1. "John Boy" – 3:15
2. "Don't Be Sad" – 8:41
3. "At The Tollbooth" – 1:07
4. "Highway Rider" – 7:45
5. "The Falcon Will Fly Again" – 8:21
6. "Now You Must Climb Alone" – 4:06
7. "Walking The Peak" – 8:00

CD 2 (1:02:52)
1. "We'll Cross The River Together" - 12:28
2. "Capriccio" - 5:20
3. "Sky Turning Grey (For Elliott Smith)" - 6:24
4. "Into The City" - 7:37
5. "Old West" - 8:29
6. "Come With Me" - 6:20
7. "Always Departing" - 6:21
8. "Always Returning" - 9:53